# Aaron Glenn
(en) Statistiques sur pro-football-reference
Aaron Glenn, né le 16 juillet 1972 à Humble au Texas, est un entraîneur et ancien sportif professionnel de football américain ayant joué au poste de cornerback dans la National Football League (NFL).

## Carrière universitaire
Joueur universitaire pendant deux saisons pour les Aggies de Texas A&M de l'université A&M du Texas au sein de la NCAA Division I FBS,

## Carrière professionnelle
Aaron  est sélectionné en 12e rang lors de la draft 1994 de la NFL par la franchise des Jets de New York de la NFL,. Le 15 septembre 1996 contre les Dolphins de Miami, il réussit une interception qu'il retourne sur 100 yards en touchdown.
Après huit saisons sous le maillot new-yorkais, il est sélectionné par les Texans de Houston lors de la draft d'expansion 2002 de la NFL. Il y reste trois saisons et rejoint ensuite les Cowboys de Dallas, les Jaguars de Jacksonville et les Saints de La Nouvelle-Orléans où il termine sa carrière en fin de saison 2008.
En tant que joueur, Glenn a été reconnu joueur All-Pro et sélectionné au Pro Bowl à trois reprises soit en fin de saisons 1997, 1998 et 2002.

## Débuts de carrière (2014-2024)
Aaron Glenn commence une carrière d'entraîneur dans la National Football League avec les Browns de Cleveland, comme assistant des defensive backs de 2014 à 2015. Il continua sa carrière avec les Saints de La Nouvelle-Orléans (2016-2020) occupant les postes entraîneur des defensive backs. De de 2021 à 2024, il occupe le poste coordinateur défensif au sein des Lions de Détroit.

## Retour aux Jets (depuis 2025)
Aaron Glenn est nommé entraîneur principal des Jets de New York le 22 janvier 2025.